# Entoloma sordidulum
Entoloma sordidulum là một mushroom được tìm thấy ở Bắc Mỹ. Rhodophyllus sordidulus là một synonym.

## Hình ảnh

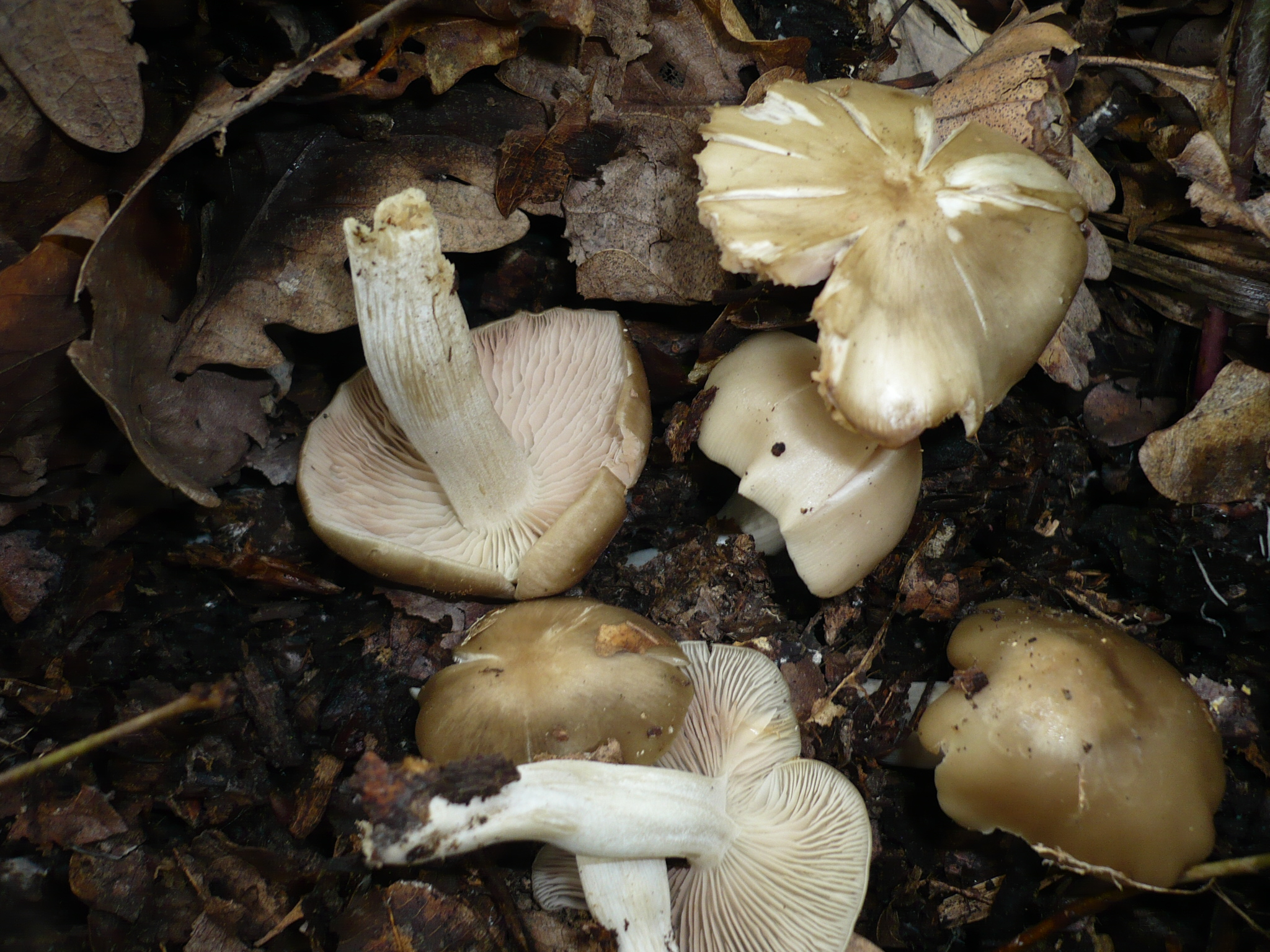
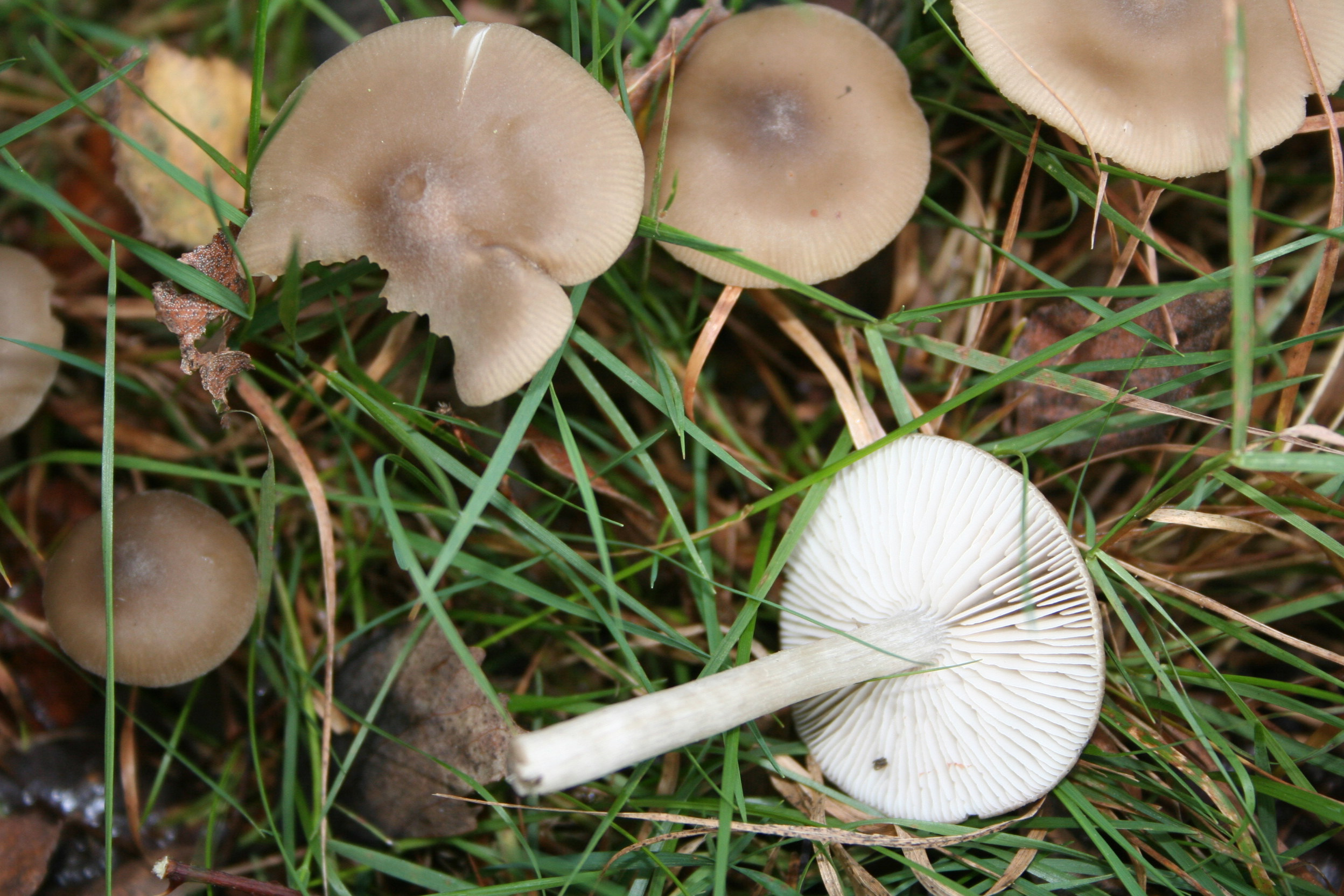
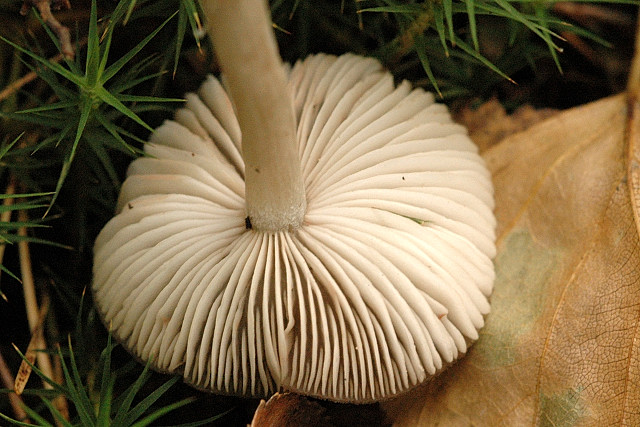